# Алес (річка)
Алес — річка в Україні, у Шосткинському районі Сумської області. Права притока Знобівки (басейн Дніпра).

## Опис
Довжина річки приблизно 3 км.

## Розташування
Бере початок на південному заході від села Хлібороб. Тече переважно на південний захід і на південному сході від Великої Берізки впадає у річку Знобівку, ліву притоку Рукава Десенки.
Неподалік від гирла річки проходить автошлях Т 1908.